# Pavlenkî, Kalînivka
Pavlenkî (în ucraineană Павленки) este un sat în comuna Mizeakiv din raionul Kalînivka, regiunea Vinnița, Ucraina.

## Demografie
Componența lingvistică a localității Pavlenkî
     Ucraineană (100%)
Conform recensământului din 2001, toată populația localității Pavlenkî era vorbitoare de ucraineană (100%).